# KS Lublinianka
KS Lublinianka is een voetbalclub uit de stad Lublin in Polen.

## Geschiedenis
De club werd opgericht in 1921 als WKS Lublin en was oorspronkelijk een legerclub. De club was medeoprichter van de Poolse hoogste klasse in 1921 en in 1923 nam de club de huidige naam aan. Midden jaren twintig degradeerde de club en kon pas na de oorlog een rentree maken in de hoogste klasse. Na een nieuwe degradatie in 1947 verdween de club naar de lagere reeksen.  